# Leif Ryvarden
Leif Ryvarden (ur. 9 sierpnia 1935 w Bergen) – szwedzki mykolog.

## Życiorys
Urodził się w Bergen jako syn Einara Norberga Johansena. W 1956 r. zmienił nazwisko na Ryvarden. W 1954 r. ukończył szkołę średnią, a w latach 1957–1958 odbył zasadniczą służbę wojskową. Potem studiował chemię w Norweskim Instytucie Technologii. W 1961 r. ożenił się. W 1963 r. ukończył studia, a następnie specjalizował się w botanice na Uniwersytecie w Oslo. Studiował również w Londynie w latach 1971–1972. Tutaj zainteresował się mykologią.
W latach 1965–1966 pracował jako asystent naukowy w Norweskim Instytucie Technologii, w latach 1966–1972 jako pracownik naukowy na Uniwersytecie w Oslo, a następnie profesor nadzwyczajny. W 1992 roku awansował na profesora zwyczajnego na uniwersytecie w Oslo. Pracował tutaj do 2002 roku, aż do przejścia na emeryturę.
Przewodniczył Norweskiemu Stowarzyszeniu Botanicznemu. Był członkiem rady redakcyjnej czasopism Neotropica, Plant Systematics and Evolution and Mycological Progress, a także członkiem rady wydziału naukowego Norweskiej Rady ds. Badań Naukowych. Był członkiem zarządu Norweskiego Stowarzyszenia Turystów Górskich. Był także członkiem zarządu Greenpeace w Norwegii przez półtora roku, ale zrezygnował z tego stanowiska w 1992 r. ze względu na spory dotyczące strategii i priorytetów organizacji. Jest członkiem Norweskiej Akademii Nauki. Ryvarden posiada honorowy stopień naukowy na Uniwersytecie w Göteborgu, a od 2008 r. na Uniwersytecie Narodowym w Kordobie.

## Praca naukowa
Ryvarden przeprowadził badania terenowe w około osiemdziesięciu krajach, głównie tropikalnych.  Do 2012 r. opublikował ponad 300 prac naukowych. Pisał również opracowania popularnonaukowe, a nawet 12-tomową encyklopedię dla dzieci. Do jego popularnonaukowych opracowań należy np. opis norweskich parków narodowych (wspólnie z Bjørnem Woldem) i gór Norwegii (wspólnie z Per Rogerem). Pisał także przewodniki o grzybach, owocach leśnych, ziołach, zwierzętach.
W nazwach naukowych utworzonych przez Ryvardena taksonów dodawane jest jego nazwisko Ryvarden.